# Cimetière juif d'Ettendorf
Le cimetière juif d'Ettendorf est un monument historique situé à Ettendorf. 
C’est une commune française située dans la circonscription administrative du Bas-Rhin et, depuis le 1er janvier 2021, dans le territoire de la Collectivité européenne d'Alsace, en région Grand Est.
Ettendorf se trouve dans la région historique et culturelle d'Alsace.

## Localisation
Le cimetière juif est, en totalité, situé sur les parcelles n° 83 et 335 figurant au cadastre section 8. Il couvre actuellement 3,9 ha de surface disponible et comporte plus de 3000 stèles de toutes les époques.

## Historique
La communauté juive du domaine impérial fut autorisée vers 1500 à ouvrir un cimetière en dehors de l'agglomération. À partir de 1550 les premiers juifs admis dans le Comté de Hanau-Lichtenberg l'utilisent également. 
Cette autorisation aurait été donnée par le comte Philippe IV de Hanau-Lichtenberg, bien qu'Ettendorf ne fasse pas partie de ce comté, car la plupart des personnes enterrées à Ettendorf provenaient des environs de Bouxwiller. 
Le cimetière juif a fait l'objet d'une inscription sur l'inventaire supplémentaire des monuments historiques par arrêté du 19 janvier 1995. 
La plus ancienne stèle connue date de 1566, et le cimetière est toujours en service.

## Architecture
Le cimetière d'Ettendorf possède les stèles les plus anciennes, en pierres datées de la fin du XVIe siècle. Cette situation est particulière du fait qu'il fut interdit aux Juifs de dresser des stèles en pierre  après 1349 et que cette interdiction fut levée à Ettendorf vers la fin du XVIe siècle.